# Far er død
|  | Denne artikel er oprettet af botten Steenthbot ud fra en ekstern database. Den kan derfor have sproglige fejl eller mangler. Denne skabelon kan fjernes efter kontrol af indholdet. |

Far er død er en dansk dokumentarfilm fra 2010 instrueret af Ulrik Holmstrup.

## Handling
Da familien bliver ramt af alvorlig sygdom, overvejer Ina, om hun skal skjule sandheden for børnene. Hun vil gerne beskytte dem, men bliver rådet til at inddrage dem i hele sygdomsforløbet. I dag er hun glad for, at hun fulgte rådet.